# فيسوكو
فيسوكو (بالإنجليزية: Visoko)‏ هي مدينة في كانتون زينيكا-دوبوي في البوسنة والهرسك.
يبلغ عدد سكانها حوالي 41٬352 نسمة.

## توأمة
لفيسوكو اتفاقيات توأمة مع:
- بيلوفار

## أعلام
- مصطفى سيريتش
- سلافيشا ميتروفيتش
- نديم بوزا